# 猛烈宇宙交響曲・第七楽章「無限の愛」
「猛烈宇宙交響曲・第七楽章「無限の愛」」（もうれつうちゅうこうきょうきょく・だいなながくしょう むげんのあい）は、2012年3月7日に発売された、ももいろクローバーZの7枚目のシングル。
表題曲は、ソニー・ミュージック主催の平成アニソン大賞で、編曲賞2010-2019年部門を受賞した。
7枚目のシングルということで「第七楽章」と名づけられており、他の楽章は存在しない。

## 収録曲解説

### 猛烈宇宙交響曲・第七楽章「無限の愛」
作詞・作曲・編曲：前山田健一
歌詞・動画 - 歌ネット 
テレビアニメ『モーレツ宇宙海賊』オープニングテーマ。楽曲を手がけた前山田健一は「これだけ大きな存在、手の届かない存在になりつつあるももクロが、今この立場からファンに向けて届けるメッセージソング」だとし、チーフディレクターの宮本純乃介は「宇宙が舞台のアニメ主題歌なので、シンフォニックロックでかつてないスケールにしようという発想」だったと語った。
収録には100人のコーラス隊とともにマーティ・フリードマンがギター演奏で参加した（「ももいろクリスマス2011 さいたまスーパーアリーナ大会」にも両者が登場し、初披露となった）。なお、イングヴェイ・マルムスティーンがギター演奏で参加した別バージョンは「猛烈宇宙交響曲・第七楽章「無限の愛」（Emperor Style）」を参照。当初タイトルは“猛烈宇宙組曲・第七番「無限の愛」”の予定であった。
2018年に、シングルトラックとして音楽配信プラチナ認定（25万ダウンロード以上）を受けている。
2021年には、「猛烈宇宙交響曲・第七楽章「無限の愛」 -ZZ ver.-（ダブルゼータ バージョン）」を、有安杏果卒業後の4人バージョンとして制作。配信限定アルバム『ZZ’s II』に収録された。

### LOST CHILD
作詞：岩里祐穂 / 作曲・編曲：NARASAKI
歌詞・動画 - 歌ネット 
テレビアニメ『モーレツ宇宙海賊』エンディングテーマ。
テクノポップを取り入れた、それまでになかった曲調を採用。作曲のNARASAKIは、「どっちかっていうとアニメありきで考えてるところがあって。SFで、広大な宇宙の中の少女たち、みたいな世界観でやりたかったので、ああいう曲になった」としている。
オランダのドラムンベーストリオ“Noisia”がリミックスを手掛けた「LOST CHILD（Remixed by Noisia）」も配信されている。

### DNA狂詩曲
読み：ディーエヌエー ラプソディー
作詞：前田たかひろ / 作曲：大隅知宇 / 編曲：横山克
歌詞・動画 - 歌ネット 
タイトルはQUEENの「ボヘミアン・ラプソディ」へのオマージュであり、2番の途中に似たような旋律が現れる。作詞者の前田たかひろは、このことをQUEENを知らない世代にも気づいてもらえるように、狂詩曲（ラプソディー）という言葉を明示的にタイトルへ組み込んだと語っている。
リリース時には桃屋「きざみしょうが」「きざみにんにく」CMソングとしてタイアップがされていた。
カップリング曲ながら人気が高く、以下に挙げる実績がある。
- レコチョクが2013年4月に行った「ももいろクローバーZ 名曲ランキング」で1位、TBS系『CDTV』が2014年5月に行った「ももいろクローバーZの好きな歌TOP5」で2位にランクイン
- ももクロのライブにもゲスト出演したことのある湘南台高校吹奏楽部「White Shooting Stars」は、2013年の「マーチングバンド世界大会」決勝で「DNA狂詩曲」を演奏し（他にもう1曲）、金賞 第2位を獲得
- 田中将大（東北楽天ゴールデンイーグルス・当時）が登場曲として2013年6月16日以降シーズン終了まで使用。柳田悠岐（福岡ソフトバンクホークス）も登場曲に使用
- 2014年には、テレビ朝日系「ポータル ANNニュース&スポーツ」が番組テーマ曲として使用
- 10周年BESTアルバム『MOMOIRO CLOVER Z BEST ALBUM「桃も十、番茶も出花」』〈初回限定 -モノノフパック-〉のファン投票企画で1位に選出

2019年には、R・O・Nが編曲を担当してアレンジを一新した「DNA狂詩曲 -ZZ ver.-（ダブルゼータ バージョン）」を、有安杏果卒業後の4人バージョンとして制作。アルバム『MOMOIRO CLOVER Z』初回限定盤Bの特典CDに収録された。

## 参加ミュージシャン
猛烈宇宙交響曲・第七楽章「無限の愛」
- プログラミング：前山田健一
- リード・ギター：マーティ・フリードマン
- バッキング・ギター：板垣祐介
- コーラス：東響コーラス

LOST CHILD
- プログラミング：NARASAKI

DNA狂詩曲
- キーボード & プログラミング：横山克
- ファースト・ヴァイオリン・トップ：真部裕
- ファースト・ヴァイオリン：徳永友美
- セカンド・ヴァイオリン：藤堂昌彦、漆原直美
- ヴィオラ：坂口弦太郎
- ピアノ：伊藤万里
- ギター：pOlOn
- コーラス：ENA☆

## トラックリスト

### 初回限定盤
1. 猛烈宇宙交響曲・第七楽章「無限の愛」 [5:14]
2. LOST CHILD [5:03]
3. 猛烈宇宙交響曲・第七楽章「無限の愛」（off vocal ver.）
4. LOST CHILD（off vocal ver.）

DVD：猛烈宇宙交響曲・第七楽章「無限の愛」（ミュージック・ビデオ）

### 通常盤
1. 猛烈宇宙交響曲・第七楽章「無限の愛」
2. LOST CHILD
3. DNA狂詩曲 [4:19]
4. 猛烈宇宙交響曲・第七楽章「無限の愛」（off vocal ver.）
5. LOST CHILD（off vocal ver.）
6. DNA狂詩曲（off vocal ver.）

## 猛烈宇宙交響曲・第七楽章「無限の愛」（Emperor Style）
2014年6月4日に発売された配信限定シングル。これは劇場版「モーレツ宇宙海賊 ABYSS OF HYPERSPACE -亜空の深淵-」の公開とメディアミックス化を記念して制作されたものであり、日本テレビ系列「第34回全国高等学校クイズ選手権」応援ソングに起用された。オリジナルバージョンでのマーティ・フリードマンに代わり、イングヴェイ・マルムスティーンがギター演奏で参加している。『YOUNG GUITAR』2014年8月号にはこのバージョンのスコアが掲載されている。
カップリングとして、オランダのドラムンベーストリオ「Noisia」がリミックスを手掛けた「LOST CHILD（Remixed by Noisia）」も同時配信された。

## カバー
猛烈宇宙交響曲・第七楽章「無限の愛」
- 双葉杏（五十嵐裕美）、白雪千夜（関口理咲）、安部菜々（三宅麻理恵） - ゲーム『アイドルマスター シンデレラガールズ スターライトステージ』収録曲。

DNA狂詩曲
- 桐生つかさ（河瀬茉希）、佐久間まゆ（牧野由依） - ゲーム『アイドルマスター シンデレラガールズ スターライトステージ』収録曲。